# Bactrocera biarcuata
Bactrocera biarcuata
 es una especie de díptero que Walker describió por primera vez en 1865. Bactrocera biarcuata pertenece al género Bactrocera de la familia Tephritidae.